# Der Ausreißer (Manga)
Der Ausreißer (jap. 失踪日記, Shissō Nikki, wörtlich Verschollenheits-Tagebuch) ist ein Manga des japanischen Zeichners Hideo Azuma von 2005. Das Werk wurde unter anderem mit dem Osamu-Tezuka-Kulturpreis ausgezeichnet. 
Der Manga beschäftigt sich autobiografisch mit den Auszeiten im Leben des Künstlers. Dabei bleibt das Werk nicht immer ernst, sondern ist eher im Stil eines Funny-Comics gehalten. 

## Handlung
Hideo Azuma läuft 1989 vor seiner Arbeit und seinem Zuhause weg, um Suizid zu begehen. Der Selbstmordversuch scheitert, und so entscheidet er sich für ein Leben als Obdachloser, um sein altes Leben hinter sich zu lassen und ein neues zu beginnen. Als er sich an seine neue Lebensweise gewöhnt hat, wird er von einem ihm bekannten Polizisten erkannt und von diesem dazu angehalten in sein altes Leben zurückzukehren. 
Azuma verschwindet 1992 erneut und nimmt sein Leben als Vagabund erneut auf, dieses wird ihm jedoch schnell zu wider. Er mietet sich eine Wohnung und arbeitet als Gasrohrinstallateur. Die Polizei greift ihn erneut auf. Wieder im normalen Alltag, entscheidet er sich, weiterhin als Gasrohrinstallateur zu arbeiten, nimmt jedoch seine Tätigkeit als Comiczeichner wieder auf. 
Im Frühling 1998 wird Azuma, der Probleme mit seiner Alkoholsucht hat, zum Entzug gezwungen. In der Rehabilitationsklinik lernt er zahlreiche Patienten kennen, deren Suchterkrankungen weitaus schlimmer sind.

## Stil
Trotz des ernsten Themas ist das Werk im Funny-Stil gehalten und enthält viel Selbstironie. Die Zeichnungen sind einfach und schlicht gehalten, auf Realismus wird verzichtet. Azuma sagte selbst: „Dieser Manga nimmt eine positive Weltsicht ein und ist vom Stil her funny, denn zuviel Realismus hält der Mensch nicht aus.“ Die Handlung springt zwischen einzelnen Abschnitten seines Lebens.

## Veröffentlichung
Der Verlag East Press veröffentlichte den Manga 2005 in Japan.
Ponent Mon veröffentlichte den Sammelband als Diario de una Desaparición im November 2006 in Spanien und plant unter dem Titel Disappearance Diary auch ein Erscheinen von Der Ausreißer auf Englisch. Im Januar 2007 brachte Kana eine französische Übersetzung des Mangas unter dem Titel Journal d’une disparition heraus. Auf Deutsch erschien der Manga bei Schreiber und Leser im Herbst 2007. 

## Rezeption
Azuma erhielt 2005 den Großen Preis in der Kategorie Manga beim Japan Media Arts Festival und den Preis der Vereinigung japanischer Comiczeichner sowie 2006 den Hauptpreis bei der Verleihung des Osamu-Tezuka-Kulturpreises und den Seiun-Preis für das beste nicht-fiktionale Werk. 
Das Werk wurde als mutig bezeichnet, da ein wenig ruhmreicher Teil des Lebens des Künstlers verarbeitet wurde. Die Handlung sei fesselnd, jedoch teilweise etwas monoton geraten und es komme kaum Spannung auf. Die Darstellungen der Entzugsklinik und der Alkoholabhängigkeit aber seien witzig, lehrreich und auch abschreckend. Der Manga zeichne sich durch „tieftraurigen Slapstick“, vergleichbar mit Charlie Chaplin, aus. Die Geschichte werde oft als die eines Menschen charakterisiert, der den Zwängen der Gesellschaft entfliehen will und sich seiner Familie entfremdet. Stefan Pannor schreibt bei satt.org, dass Der Ausreißer einen der „schlimmst-denkbaren Niedergänge in der westlichen, auf Arbeit und Leistung orientierten Kultur“ schildere. Nur durch die „gigantische Fallhöhe aus ernstem Erleben und komischer Schilderung“ werde das Buch erträglich. Laut Thomas Dräger von der Zeitschrift Parnass sei der Manga „ungemein angenehm“ zu lesen, werde aber nicht die breite Masse erreichen.